# Syntexix libocedrii
Syntexix libocedrii är en stekelart som beskrevs av Sievert Allen Rohwer. Syntexix libocedrii ingår i släktet Syntexix och familjen Anaxyelidae. Inga underarter finns listade i Catalogue of Life.